# Okazaki-shuku

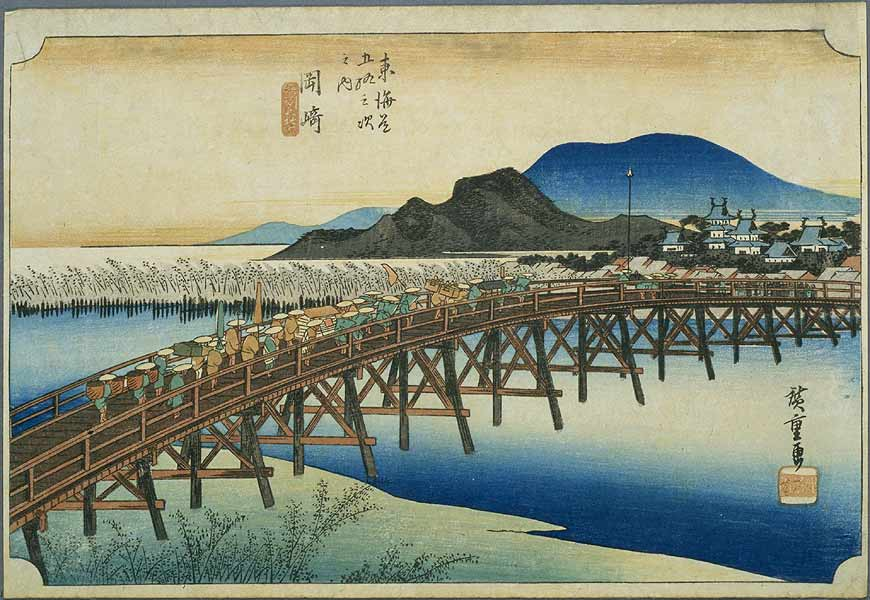
Okazaki-juku dans les années 1830, estampe de Hiroshige de la série Les Cinquante-trois Stations du Tōkaidō.

Okazaki-shuku (岡崎宿, Okazaki-shuku) était la trente-huitième des cinquante-trois stations du Tōkaidō. Elle est située dans la ville moderne d'Okazaki, préfecture d'Aichi au Japon. À cause des incendies durant la Seconde Guerre mondiale et les reconstructions qui se sont ensuivies dans les années d'après-guerre, il reste à présent peu de choses de l'ancienne shukuba.

## Histoire
La ville-relais était prospère comme jōkamachi (ville-château) autour du château d'Okazaki (五万石城, Gomangoku-jō). Quand les lignes de chemins de fer furent établies durant l'ère Meiji, la ligne principale Tōkaidō traversa le village voisin de Hane (羽根村, Hane-mura) vers le sud. Contrairement à Goyu-shuku et à Akasaka-juku, la station ne connut pas de déclin économique. Il y avait une ligne de chemin de fer tirée par des chevaux pour relier Okazaki à la gare et une école d'instituteurs fut établie pour maintenir une activité dans le village. Cela ne suffit pas à se montrer l'égale de Toyohashi qui obtint le statut de ville avant Okazaki.

## Stations voisines
Tōkaidō
Fujikawa-shuku – Okazaki-shuku – Chiryū-juku
Sanshū Kaidō de Shio no Michi
Kugyūdaira-juku – Okazaki-shuku (point d'arrivée)